# Пречистино (Андріївське сільське поселення)
Пречистино (рос. Пречистино) — присілок у Александровському районі Владимирської області Російської Федерації.
Входить до складу муніципального утворення Андріївське сільське поселення. Населення становить 4 особи (2010).

## Географія
Присілок розташований на сході Александровського району.

## Історія
Присілок розташований на землях фіно-угорського народу мещери.
Від 10 квітня 1929 року належить до Александровського району. Спочатку у складі Івановської промислової області, а від 1944 року — Владимирської області.
Згідно із законом від 16 травня 2005 року входить до складу муніципального утворення Андріївське сільське поселення. 

## Населення
| 1859 | 1905 | 1926 | 2002 | 2010 |
| ---- | ---- | ---- | ---- | ---- |
| 48   | ↗68  | ↗71  | ↘1   | ↗4   |